# Bisdom Kroonstad
Het bisdom Kroonstad (Latijn: Dioecesis Kroonstadensis) is een rooms-katholiek bisdom met als zetel Kroonstad, een plaats in Zuid-Afrika. Het bisdom is suffragaan aan het aartsbisdom Bloemfontein.

## Geschiedenis
Het bisdom werd opgericht op 26 november 1923, als de apostolische prefectuur Kroonstad, uit het apostolisch vicariaat Kimberley in South Africa. Op 8 april 1935 werd het een apostolisch vicariaat en op 11 januari 1951 een bisdom. 
Op 12 februari 1948 verloor het bisdom gebied door de oprichting van het apostolisch vicariaat Bethlehem. 

## Parochies
Het bisdom had in 2019 een oppervlakte van 30.288 km2 en telde 1.111.470 inwoners waarvan 9,6% rooms-katholiek was.

## Bisschoppen
- Wilhelm Herting (1923 - 1924)
- Léon Klerlein (24 maart 1924 - 12 februari 1948)
- Gerard Marie Franciscus van Velsen (31 mei 1950 - 15 november 1975)
- Johannes Ludgerus Bonaventure Brenninkmeijer (15 april 1977 - 2 juli 2003)
- Stephen Brislin (17 oktober 2006 - 18 december 2009)
- Peter John Holiday (1 april 2011 - heden)